# Stara Cesta
Stara Cesta este o localitate din comuna Ljutomer, Slovenia, cu o populație de 265 de locuitori.